# 友诺士站
友诺士站（英語：Eunos Station，代號：EW7）是新加坡地鐵东西线上的車站，位于新加坡本岛芽笼规划区。
地铁站在友诺士巴士转换站旁。「祝福寺」、「观音救苦会」、「法轮社」与「真如苑」等佛教团体都位于地铁站附近。
该车站以其独特的建筑风格而闻名，其屋顶设计仿照传统马来高脚屋，展现了本地的文化特色。多年来，友诺士地铁站经过多项设施升级，包括增设无障碍通道、电梯、坡道和触觉引导系统，方便行动不便的乘客使用。近年来，为了提升乘客安全和节能效率，车站也增设了先进的安保系统和节能照明设备。这座车站邻近多个住宅区及社区设施，是新加坡东部居民和上班族日常通勤的重要交通枢纽。

## 建筑风格
由于友诺士地铁站靠近马来村和芽笼士乃，车站借用了马来房屋的建筑风格和特点。除友诺士地铁站之外，东西线东段（从加冷站以东）的其他架空车站的屋顶都是简单的白色半圆形。

## 車站樓層
| L2 | A站台              | 东西线 往巴西立／樟宜機場方向（景萬岸站）            |
| L2 | 島式站台，右側開門 |                                                      |
| L2 | B站台              | 东西线 往大士連方向（巴耶利峇站）                    |
| L1 | 東西線大廳         | 檢票口、自動售票機、車站控制室、星展銀行、自動提款機 |
| L1 | 地面層             | 友諾士巴士轉換站                                     |

## 出口
| 出口編號 | 建議前往的目的地 | 照片 |
| -------- | ---------------- | ---- |
| A        |                  |      |
| B        |                  |      |
| C        |                  |      |

## 交通連接

### 地鐵
| 終站           | 首班車 | 首班車 | 首班車            |  | 末班車  |
| -------------- | ------ | ------ | ----------------- |  | ------- |
|                | 一－六 |        | 星期日及 公定假日 |  | 每日    |
| 東西線         |        |        |                   |  |         |
| 往 EW1 巴西立  | 6.13am |        | 6.41am            |  | 12.24am |
| 往 EW33 大士連 | 5.44am |        | 6.10am            |  | 11.39pm |

1. ↑  大士連開出的列車不會直接開往樟宜機場，旅客需於丹那美拉站轉乘。